# Луи, Виктор (журналист)
Виктор Луи (настоящее имя Виталий Евгеньевич Луи, также известен как Виталий Левин, англ. Victor Louis; 5 февраля 1928, Москва — 18 июля 1992, Лондон) — английский и советский журналист, тесно связанный с КГБ. Помимо журналистской деятельности неоднократно выполнял по заданию КГБ многочисленные поручения в СССР и других странах мира.

## Биография
Отец — выходец из богатой семьи российских немцев Евгений Гугович Луи, выпускник ИМТУ (1906), инженер-технолог. Однако израильский журналист и писатель Давид Маркиш сообщает, что в один из своих приездов в Израиль в конце 1980-х Виктор Луи в ответ на прямой вопрос о его национальности сказал: «Ну хорошо, моя мать была еврейкой, если это для вас так важно».
Мать — Валентина Николаевна Мокиевская-Зубок (1891 — 27 апреля 1928), дочь дворянина Волынской губернии, заведующего хозяйством (эконома) Басманной больницы, затем смотрителя Солдатёнковской больницы Николая Гавриловича Мокиевского-Зубка (1860—1917) и Магдалины Дионисиевны Радынской (1865—1942); В. Н. Мокиевская-Зубок умерла от послеродовых осложнений.
С 1944 года Луи работал в составе обслуживающего персонала различных иностранных посольств в Москве, в 1946 году был арестован и приговорён Особым совещанием к 25 годам заключения по обвинению в шпионаже. По другим данным, он был арестован за спекуляцию. По информации Ю. Н. Носенко, был завербован КГБ во время пребывания в лагерях.
В воспоминаниях Валерия Фрида упоминается встреча с Виктором Луи в лагере в Инте около 1950 года. В лагере Луи занимался скупкой за хлеб шерстяных вещей, шедших на сырьё для ковровой мастерской, обслуживавшей начальство. Он познакомил Фрида с Каплером. По словам Фрида, Каплер охарактеризовал Луи в присутствии последнего следующим образом:

— А пока что, Валерик, — и Каплер улыбнулся ещё шире, — если вы не хотите иметь крупных неприятностей, будьте очень осторожны с этим человеком.
— Дядя Люся! — обиделся Луи, а Каплер, всё с той же улыбкой, продолжал:
— Вы думаете, я шучу? Совершенно серьёзно: это очень опасный человек.
Опасный человек, оказывается, кроме обязанностей снабженца, исполнял и другие: был известным всему лагерю стукачом.

Однако есть и другое мнение. «Впрочем, другие лагерники ничуть не разделяли столь нелестное мнение о Луи. Они говорили о нём как о весьма одарённом молодом человеке, хорошо устроившемся за счёт редкого сочетания интуиции с интеллектом… Русский философ Карсавин вполне одобрительно отзывался о Луи», — писал в мемуарах Эрих Франц Зоммер
В августе 1956 году Луи был освобождён и реабилитирован. После этого он стал работать в московском бюро CBS, а затем помощником московского корреспондента американского журнала Look Эдмунда Стивенса и корреспондентом британских газет The Evening News (до 1980) и The Sunday Express (с 1980). Также занимался переводами (пьеса «Дневник Анны Франк», 1957, «My Fair Lady», 1959).
В 1958 году Луи продал западным СМИ стенограмму пленума Союза писателей СССР, на котором из рядов Союза был исключён лауреат Нобелевской премии Борис Пастернак за публикацию «Доктора Живаго».
В 1959 году окончил университет по специальности «юрист».
Как сказано в упомянутом ниже представлении Виктора Луи к награждению орденом Красной Звезды, ему удалось летом 1962 года оставить зажигательный пакет и в результате поджечь офис противников фестиваля молодежи и студентов в Хельсинки.
Первой известной публикацией[где?] Луи было сообщение в октябре 1964 года об отставке Н. Хрущёва раньше, чем об этом было официально объявлено. Сам Луи утверждал, что ему об этом намекнул друг из Радиокомитета.
В 1965 году Луи приобрёл дом в Переделкино, который был затем богато обставлен.
Виктор Луи участвовал в предложенной ещё Семичастным кампании с целью погасить ажиотаж вокруг вывезенной на запад  Светланой Аллилуевой её книги «20 писем к другу». Сама кампания осуществлялалсь под руководством уже Юрия Андропова. Луи удалось опубликовать около 10 репортажей в ведущих западных изданиях, в которых фрагменты книги Аллилуевой сопровождались журналистскими вставками самого Луи и фотографиями семьи Аллилуевой, полученными им от её детей. Как сообщалось, тогда же Луи продал рукопись западным издательствам без разрешения автора. Председатель КГБ Ю. Андропов обратился в Политбюро с предложением наградить впечатлившего его журналиста, что и было принято. 13 февраля 1968 был выпущен Указ Президиума Верховного Совета СССР № 2367-VII о награждении Луи Виктора Евгеньевича орденом Красной Звезды «за успешное выполнение заданий».
В 1968 году Луи также без разрешения автора переправил на Запад рукопись «Ракового корпуса» Александра Солженицына. По мнению Натальи Солженицыной, это было сделано, чтобы заблокировать публикацию «Ракового корпуса» в «Новом мире» внутри СССР. По поводу деятельности Луи Солженицын был вынужден написать открытое письмо в Союз писателей СССР. Впоследствии Солженицын описал историю с Луи в книге «Бодался телёнок с дубом».
В 1968 году Луи ездил на Тайвань, с которым у СССР не было дипломатических отношений, и вёл неофициальные переговоры с сыном Чан Кайши Цзян Цзинго.
16 сентября 1969 года в лондонской газете Evening News появилась статья Луи, в которой говорилось о возможности нанесения Советским Союзом превентивного ядерного удара по КНР. 
По мнению Тьерри Вольтона (изложенному в его книге "КГБ во Франции") эти ядерные угрозы стали фактором сближения Пекина с США.
В 1969 году Луи переправил на Запад «мемуары» Хрущёва, как вспоминает Семанов:

В том же 69-м в тихой Финляндии международный лазутчик, советский гражданин, бывший зэк и мелкий фарцовщик в юности, некий Виктор Луи передал западным издательствам «мемуары Хрущева». Документ, как показало время, был в целом подлинным, но хорошо и целенаправленно отредактированным. Основная нехитрая идея «мемуаров» — разоблачение негуманного Сталина, но особенно — его антисемитизма (то, что простоватый Никита сам был грубым антисемитом, редакторов не смущало). Мировая «прогрессивная общественность» стала на дыбы: как! в Советском Союзе собираются вновь возвысить этого негодяя и антисемита?! Ясное дело, многие руководители западных компартий, а также все «прогрессивные деятели» доложили в ведомство Пономарева своё негодование. Пришлось, так сказать, согласиться с «прогрессивным общественным мнением» и реабилитацию Сталина отложить. Нет никаких сомнений, что ведомство Андропова сыграло в этой пикантной истории некоторую роль.

В 1971 году Луи также неофициально ездил в Израиль, с которым у СССР тогда не было дипломатических отношений.
Летом 1971 года Луи опубликовал на Западе репортаж о гибели экипажа «Союз-11», по его версии — виноваты были космонавты Волков, Пацаев и Добровольский, которые якобы не смогли «должным образом задраить люк спускаемого аппарата».
13 ноября 1971 года Луи встречался с Генри Киссинджером.
Луи утверждал, что с конца 1960-х годов он несколько раз встречался с председателем КГБ Юрием Андроповым и по его поручению в 1973 году побывал в Чили, чтобы убедиться, что арестованный после военного переворота руководитель Коммунистической партии Чили Луис Корвалан жив (в Чили ему организовали встречу с Корваланом). Об интересе Андропова к Луи упоминает и генерал-майор КГБ Вячеслав Кеворков, подчёркивая, что руководитель КГБ запрещал каким-либо образом формализовать отношения КГБ с Луи и выпускать даже секретные документы об этом сотрудничестве. По мнению историка Н. В. Петрова именно В. Е. Кеворков давал задания Виктору Луи.
В 1975 году накануне приезда в Лондон Шелепина одна из британских газет опубликовала статью Виктора Луи, в которой читателям напоминали, что глава советских профсоюзов — ярый сталинист и бывший глава карательных органов. Это вызвало международный скандал и привело к отставке Шелепина, как вспоминал Карен Брутенц: «Потерпевший поражение в противостоянии с Брежневым, Шелепин был изгнан из политбюро после того, как в Англии его закидали гнилыми помидорами (акция, подозреваю, организованная не без помощи наших спецслужб)».
В 1977 году Луи первым сообщил о взрыве в московском метро. Как пишет Сергей Григорьянц: «Личному агенту Андропова Виктору Луи было поручено сразу же написать в газете „Лондон ивнинг ньюс“, что по рассказам уцелевших свидетелей в вагоне видели каких-то черноволосых чуть ли не горбоносых людей, а по сведениям из „информированных источников“ к взрывам в Москве были причастны диссиденты».
А. Д. Сахаров писал о Луи так: «Виктор Луи — гражданин СССР и корреспондент английской газеты (беспрецедентное сочетание), активный и многолетний агент КГБ, выполняющий самые деликатные и провокационные поручения. Говорят, сотрудничать с КГБ он стал в лагере, куда попал много лет назад. КГБ платит ему очень своеобразно — разрешая различные спекулятивные операции с картинами, иконами и валютой, за которые другой давно бы уже жестоко поплатился».
В 1984—1986 годах Луи продал западным СМИ несколько видеозаписей А. Д. Сахарова в ссылке в Горьком. За 18-минутную запись американская телекомпания ABC заплатила 25 000 долларов. На одной из записей было видно, как Сахаров ест и читает американские журналы. Видеозапись противоречила распространявшейся тогда информации о голодовке протеста Сахарова. В другой записи Сахаров говорил, что значение Чернобыльской катастрофы преувеличивается западными СМИ. Жена Сахарова Елена Боннэр назвала эти записи дезинформацией КГБ.
Последняя известная публикация[где?] Луи — это подробный пересказ допросов Матиаса Руста, немецкого пилота-любителя, посадившего свою «Сессну» прямо на Красной площади. За эту публикацию в одном[каком?] из немецких журналов Луи получил сумму с пятью нулями.
В марте 1987 года в Кембридже Виктору Луи была сделана операция по пересадке печени, после того как у него был диагностирован рак.
В ноябре 1991 года Луи присутствовал на похоронах Роберта Максвелла.
Скончался 18 июля 1992 года в Лондоне от сердечного приступа. Похоронен на Ваганьковском кладбище в Москве (уч. 23, Пукиревская аллея).
Жизни Виктора Луи посвящены документальный фильм «Луи-король», вышедший в эфир НТВ в 2009 году, и трёхсерийный художественный фильм «Осведомлённый источник в Москве», премьера которого состоялась на Первом канале в январе 2010 года. В 2010 году также была издана книга Вячеслава Кеворкова «Виктор Луи. Человек с легендой» — записанные Кеворковым воспоминания Луи. В ней он утверждает, что осведомителем органов госбезопасности никогда не был, но бескорыстно выполнял личные поручения Андропова.

### Образ жизни
Владел квартирой в высотке на Котельнической набережной, квартирой на Ленинском проспекте, квартирой на Фрунзенской набережной и дачей в подмосковной Баковке.
В кругах немногочисленных в советское время владельцев иномарок Луи был известен благодаря своей коллекции автомобилей. В разное время у Луи было по нескольку Mercedes-Benz и Volvo, Porsche 911, Ford Mustang, Land Rover, Oldsmobile, кемпер на шасси VW Transporter, советские «Москвич-424» и ВАЗ-2103. Из старинных авто — Bentley 4½ Litre, BMW 328, Mercedes-Benz 320. По утверждению самого Луи, автомобилей у него было больше, чем у Брежнева.

### Семья
В ноябре 1958 года Луи женился на англичанке Дженнифер Стейтем (англ. Jennifer Statham), работавшей няней в семье английского дипломата. Венчался по православному обычаю в соборе на Елоховской площади. В браке родилось трое детей: Николас (род. 1958), Майкл и Энтони, все трое — британские подданные.